# Wereldbeker shorttrack 2006/2007
De wereldbeker shorttrack 2006/2007 (officieel: ISU World Cup Short Track Speed Skating 2006/2007) was de internationale wereldbekercyclus in de shorttrack. De Internationale Schaatsunie organiseerde, verspreid over het gehele shorttrackseizoen, diverse wedstrijden in verschillende plaatsen. Zowel bij de mannen als de vrouwen werd er gestreden op de 500 meter, 1000 meter, 1500 meter en de ploegaflossing. De cyclus begon dit seizoen op 20 oktober 2006 in Changchun en eindigde op 11 februari 2007 in Boedapest.
Dit seizoen was de opzet van de Wereldbeker gewijzigd ten opzichte van vorige jaren. De voorrondes en heats werden op vrijdag verreden. De rijders en rijdsters die doorgingen naar de volgende rondes hoefden vervolgens pas zaterdag- en zondagmiddag in actie te komen. De herkansingen, waarbij nog twee startplekken worden vergeven voor de middag, werden 's morgens verreden. Bij elke wereldbekerwedstrijd rijden de rijders de afstanden 500, 1000 en 1500 meter. Een van de drie afstanden werd per wereldbeker tweemaal verreden. In tegenstelling tot vorig seizoen werd de superfinale over 3000 meter niet meer verreden.

## Kalender
| Plaats     | Land       | Datum              |
| ---------- | ---------- | ------------------ |
| Changchun  | China      | 20–22 oktober 2006 |
| Jeonju     | Zuid-Korea | 27–29 oktober 2006 |
| Saguenay   | Canada     | 1–3 december 2006  |
| Montreal   | Canada     | 8–10 december 2006 |
| Heerenveen | Nederland  | 2–4 februari 2007  |
| Boedapest  | Hongarije  | 9–11 februari 2007 |

## Eindklassementen
| Afstand    | Goud                  | Zilver                    | Brons                     |
| Mannen     | Mannen                | Mannen                    | Mannen                    |
| ---------- | --------------------- | ------------------------- | ------------------------- |
| 500 meter  | Tyson Heung 567 pnt.  | Jon Eley 566 pnt.         | Roberto Serra 557 pnt.    |
| 1000 meter | Lee Ho-suk 589 pnt.   | Denis Bellotti 570 pnt.   | Nicola Rodigari 568 pnt.  |
| 1500 meter | Kim Hyun-kon 593 pnt. | Song Kyung-taek 588 pnt.  | Pieter Gysel 553 pnt.     |
| Aflossing  | Italië 582 pnt.       | Verenigde Staten 578 pnt. | Duitsland 574 pnt.        |
| Vrouwen    |                       |                           |                           |
| 500 meter  | Wang Meng 600 pnt.    | Arianna Fontana 579 pnt.  | Kim Min-jung 573 pnt.     |
| 1000 meter | Byun Chun-sa 589 pnt. | Mi Lei Zhu 578 pnt.       | Marta Capurso 572 pnt.    |
| 1500 meter | Jung Eun-ju 592 pnt.  | Xiao Ying Liu 576 pnt.    | Katia Zini 557 pnt.       |
| Aflossing  | Italië 585 pnt.       | Duitsland 572 pnt.        | Verenigde Staten 568 pnt. |

## Uitslagen

### Wereldbeker 1 - Changchun
De eerste wedstrijd werd van 20 tot 22 oktober 2006 gehouden in Changchun (China).
| Afstand         | Goud                    | Zilver                  | Brons            |
| Mannen          | Mannen                  | Mannen                  | Mannen           |
| --------------- | ----------------------- | ----------------------- | ---------------- |
| 500 meter       | François-Louis Tremblay | Olivier Jean            | Byeong-jun Kim   |
| 1000 meter      | Ahn Hyun-soo            | François-Louis Tremblay | Mathieu Giroux   |
| 1500 meter (1)* | Ahn Hyun-soo            | Lee Ho-suk              | Charles Hamelin  |
| 1500 meter (2)* | Ahn Hyun-soo            | Lee Ho-suk              | Ye Li            |
| Aflossing       | Zuid-Korea              | China                   | Canada           |
| Vrouwen         |                         |                         |                  |
| 500 meter       | Wang Meng               | Tian Yu Fu              | Mi Lei Zhu       |
| 1000 meter      | Wang Meng               | Jin Sun-yu              | Jin Sun-yu       |
| 1500 meter (1)* | Jin Sun-yu              | Shin Sae-bom            | Byun Chun-sa     |
| 1500 meter (2)* | Kim Min-jung            | Tian Yu Fu              | Kateřina Novotná |
| Aflossing       | Zuid-Korea              | China                   | Canada           |

* Per toerbeurt werd een van de drie afstanden twee keer verreden. In Changchun was dit de 1500 meter.

### Wereldbeker 2 - Jeonju
De tweede wedstrijd werd van 27 tot 29 oktober 2006 gehouden in Jeonju (Zuid-Korea).
| Afstand         | Goud                    | Zilver             | Brons            |
| Mannen          | Mannen                  | Mannen             | Mannen           |
| --------------- | ----------------------- | ------------------ | ---------------- |
| 500 meter       | François-Louis Tremblay | Takahiro Fujimoto  | Song Kyung-taek  |
| 1000 meter (1)* | Lee Ho-suk              | Charles Hamelin    | Olivier Jean     |
| 1000 meter (2)* | Kim Hyun-kon            | Marc-André Monette | Ahn Hyun-soo     |
| 1500 meter      | Ahn Hyun-soo            | Kim Hyun-kon       | Song Kyung-taek  |
| Aflossing       | Canada                  | China              | Zuid-Korea       |
| Vrouwen         |                         |                    |                  |
| 500 meter       | Wang Meng               | Tian Yu Fu         | Evgenja Radanova |
| 1000 meter (1)* | Wang Meng               | Mi Lei Zhu         | Jeon Ji-soo      |
| 1000 meter (2)* | Jung Eun-ju             | Jin Sun-ju         | Mi Lei Zhu       |
| 1500 meter      | Kim Min-jung            | Xiao Ying Liu      | Xiao Lei Cheng   |
| Aflossing       | China                   | Zuid-Korea         | Japan            |

* Per toerbeurt werd een van de drie afstanden twee keer verreden. In Jeonju was dit de 1000 meter.

### Wereldbeker 3 - Saguenay
De derde wedstrijd werd van 1 tot 3 december 2006 gehouden in Saguenay (Canada).
| Afstand        | Goud                    | Zilver           | Brons            |
| Mannen         | Mannen                  | Mannen           | Mannen           |
| -------------- | ----------------------- | ---------------- | ---------------- |
| 500 meter (1)* | François-Louis Tremblay | Olivier Jean     | Lee Ho-suk       |
| 500 meter (2)* | Charles Hamelin         | Ze Hu            | Jeff Scholten    |
| 1000 meter     | Ahn Hyun-soo            | Lee Ho-suk       | Byeong-jun Kim   |
| 1500 meter     | Kim Hyun-kon            | Charles Hamelin  | Ye Li            |
| Aflossing      | Zuid-Korea              | Zwitserland      | Verenigde Staten |
| Vrouwen        |                         |                  |                  |
| 500 meter (1)* | Wang Meng               | Kalyna Roberge   | Jessica Gregg    |
| 500 meter (2)* | Wang Meng               | Evgenja Radanova | Jeon Ji-soo      |
| 1000 meter     | Kalyna Roberge          | Byun Chun-sa     | Jin Sun-yu       |
| 1500 meter     | Jin Sun-yu              | Jung Eun-ju      | Byun Chun-sa     |
| Aflossing      | China                   | Zuid-Korea       | Canada           |

* Per toerbeurt werd een van de drie afstanden twee keer verreden. In Saguenay was dit de 500 meter.

### Wereldbeker 4 - Montreal
De derde wedstrijd werd van 8 tot 10 december 2006 gehouden in Montreal (Canada).
| Afstand         | Goud            | Zilver                  | Brons          |
| Mannen          | Mannen          | Mannen                  | Mannen         |
| --------------- | --------------- | ----------------------- | -------------- |
| 500 meter       | Olivier Jean    | François-Louis Tremblay | Tyson Heung    |
| 1000 meter      | Charles Hamelin | Jordan Malone           | Denis Bellotti |
| 1500 meter (1)* | Ahn Hyun-soo    | Kim Hyun-kon            | Ze Hu          |
| 1500 meter (2)* | Song Kyung-taek | Ahn Hyun-soo            | Kim Hyun-kon   |
| Aflossing       | Zuid-Korea      | Canada                  | Duitsland      |
| Vrouwen         |                 |                         |                |
| 500 meter       | Kalyna Roberge  | Kim Min-jung            | Xiao Lei Cheng |
| 1000 meter      | Byun Chun-sa    | Wang Meng               | Jin Sun-yu     |
| 1500 meter (1)* | Jin Sun-yu      | Jung Eun-ju             | Byun Chun-sa   |
| 1500 meter (2)* | Jin Eun-ju      | Jung Min-jung           | Tian Yu Fu     |
| Aflossing       | Canada          | Zwitserland             | Zuid-Korea     |

* Per toerbeurt werd een van de drie afstanden twee keer verreden. In Montreal was dit de 1500 meter.

### Wereldbeker 5 - Heerenveen
De derde wedstrijd werd van 2 tot 4 februari 2007 gehouden in Heerenveen.
| Afstand         | Goud              | Zilver            | Brons                     |
| Mannen          | Mannen            | Mannen            | Mannen                    |
| --------------- | ----------------- | ----------------- | ------------------------- |
| 500 meter       | Jon Eley          | Tyson Heung       | Roberto Serra             |
| 1000 meter (1)* | Nicola Rodigari   | Wim De Deyne      | J.P. Kepka                |
| 1000 meter (2)* | Jordan Malone     | Yuri Confortola   | Haralds Silovs            |
| 1500 meter      | Jordan Malone     | Pieter Gysel      | Ryan Bedford              |
| Aflossing       | Italië            | Duitsland         | Frankrijk                 |
| Vrouwen         |                   |                   |                           |
| 500 meter       | Stephanie Bouvier | Sarah Lindsay     | Arianna Fontana           |
| 1000 meter (1)* | Evgenja Radanova  | Marta Capurso     | Christin Priebst          |
| 1000 meter (2)* | Marta Capurso     | Katia Zini        | Christin Priebst          |
| 1500 meter      | Stephanie Bouvier | Veronika Windisch | Marina Georgieva-Nikolova |
| Aflossing       | Italië            | Rusland           | Verenigde Staten          |

* Per toerbeurt werd een van de drie afstanden twee keer verreden. In Heerenveen was dit de 1000 meter.

### Wereldbeker 6 - Boedapest
De derde wedstrijd werd van 9 tot 11 februari 2007 gehouden in Boedapest (Hongarije).
| Afstand        | Goud            | Zilver                  | Brons            |
| Mannen         | Mannen          | Mannen                  | Mannen           |
| -------------- | --------------- | ----------------------- | ---------------- |
| 500 meter (1)* | Charles Hamelin | François-Louis Tremblay | Lee Seung-hoon   |
| 500 meter (2)* | Olivier Jean    | Roberto Serra           | Tyson Heung      |
| 1000 meter     | Lee Ho-suk      | Charles Hamelin         | Jordan Malone    |
| 1500 meter     | Lee Ho-suk      | Song Kyung-taek         | Olivier Jean     |
| Aflossing      | China           | Zuid-Korea              | Verenigde Staten |
| Vrouwen        |                 |                         |                  |
| 500 meter (1)* | Wang Meng       | Mi Lei Zu               | Jeon Ji-soo      |
| 500 meter (2)* | Wang Meng       | Tian Yu Fu              | Jeon Ji-soo      |
| 1000 meter     | Jung Eun-ju     | Byun Chun-sa            | Yang Zhou        |
| 1500 meter     | Jung Eun-ju     | Byun Chun-sa            | Kim Min-jung     |
| Aflossing      | China           | Zuid-Korea              | Italië           |

* Per toerbeurt werd een van de drie afstanden twee keer verreden. In Boedapest was dit de 500 meter.
1997/1998 · 
1998/1999 · 
1999/2000 · 
2000/2001 · 
2001/2002 · 
2002/2003 · 
2003/2004 · 
2004/2005 · 
2005/2006 · 
2006/2007 · 
2007/2008 ·
2008/2009 ·
2009/2010 ·
2010/2011 ·
2011/2012 ·
2012/2013 ·
2013/2014 ·
2014/2015 ·
2015/2016 ·
2016/2017 ·
2017/2018 ·
2018/2019 ·
2019/2020 · 
2020/2021 ·
2021/2022 ·
2022/2023 ·
2023/2024 ·
2024/2025